# Sünbülzade Vehbi
Mehmed Sünbülzâde Vehbî (* 1718? in Maraş; † 28. April 1809 in Istanbul) war ein osmanischer Dichter. Er wurde in Maraş in der damaligen Provinz Aleppo geboren. Seinen Dichternamen bekam er angeblich von Seyyid Vehbi, bei dem sein Vater als Assistent arbeitete.
1775 wurde er wegen seiner guten Persischkenntnisse von Abdülhamid I. auf eine diplomatische Mission nach Persien geschickt. Der Aufenthalt hat Sünbülzade Vehbi sehr beeindruckt. In seinen Gedichten verweist er mehrfach auf seinen Aufenthalt in Persien. Bei seiner Rückkehr wurde er aufgrund eines Disputs mit dem Statthalter von Bagdad, Ömer Pascha, zum Tode verurteilt und musste untertauchen, bis Ömer Pascha selbst in Ungnade fiel. Vehbi schreib eine Kaside, in der er seinen Aufenthalt in Persien beschrieb und wurde darauf begnadigt.
Es folgten Amtszeiten als Qādī u. a. in Rumelien und Rhodos. Er freundete sich mit dem Dichter Sürûrî an, wobei sich die beiden aber über längere Zeit gegenseitig in deftigen Gedichten schmähten.
Seine letzten Jahre verbrachte Sünbülzâde Vehbî, der über 90 Jahre alt wurde, in Istanbul.
Eines seiner bekanntesten Werke ist Şevk-engîz, welches von einem Streitgespräch zwischen einem Päderasten und einem Weiberhelden handelt.
Seine Werke Nuhbe und Tuhfe sind zwei Lehrbücher für Arabisch und Persisch in gereimter Sprache.

## Weitere Werke
- Nuhbe-i Vehbî
- Lutfiyye-i Vehbî
- Tuhfe-i Vehbî